# 黃經
黃經（太陽經度或天球經度）是在黃道座標系統中用來確定天體在天球上位置的一個座標值（另一個值是黃緯），在這個系統中，天球被黃道平面分割為南北兩個半球。

在春分及秋分時，太陽光照射地球的位置

黃道是太陽在一年中橫越過天球的路徑，在一年中會穿越天球赤道兩次，一次是在春分點，另一次是在秋分點。由於在黃道上沒有明顯的可以做為黃道經度0度的點，因此春分點被人为的指定為黃經0度的位置，天體的黃經度就是由天體沿自转方向至春分點的角距離。
黃道座標對太陽系的天體非常有用。例如，在曆書上所給的太陽經度就是以黃經量度的。